# Hemiberlesia candidula
Hemiberlesia candidula är en insektsart som först beskrevs av Cockerell 1900.  Hemiberlesia candidula ingår i släktet Hemiberlesia och familjen pansarsköldlöss. Inga underarter finns listade i Catalogue of Life.